# Handball-Regionalliga Süd 1992/93
Die Saison 1992/93 der Handball-Regionalliga  Süd war die dreiundzwanzigste Spielzeit, welche der Süddeutschen Handballverband (SHV) organisierte und als dritthöchste Spielklasse im deutschen Ligensystem geführt wurde.

## Saisonverlauf
Süddeutscher Meister sowie Aufsteiger in die 2. Bundesliga wurde die TSB Horkheim und Vizemeister ohne Aufstiegsrecht der TV Schwetzingen.

### Modus
Vierzehn Mannschaften spielten in zwei Gruppen eine Hin- und Rückrunde um die süddeutsche Meisterschaft und den Aufstieg
 in die 2. Bundesliga. Fünf Teams waren die Absteiger in die Oberligen.

### Teilnehmer und Abschlussplatzierungen
Nicht mehr dabei waren die Auf- und Absteiger der Vorsaison. Neu dabei waren zwei Absteiger (A) aus der 2. Bundesliga und fünf
 Aufsteiger (N) aus den Oberligen Südbaden, Baden, Württemberg, Sachsen und der Bayernliga.

### Männer
| Gruppe Nord/Ost  1. TSB Horkheim - 2. HG Erlangen - 3. Zwickauer HC Grubenlampe (A) - 4. TV 1877 Lauf - 5. HSC Bad Neustadt - 6. ATSV Freiberg (N) - 7. TSV Milbertshofen II (N) - 8. TV Oppenweiler - 9. TSV 1846 Nürnberg - 10 TSV Friedberg - 11 SC Vöhringen (N) - 12 TSV 1860 Ansbach  13 SG LVB Leipzig  14 OSC Löbau (A) | Gruppe Süd/West  1. TV Schwetzingen - 2. SG Köndringen/Teningen - 3. TSV Baden Östringen - 4. TSV 1895 Oftersheim - 5. TuS Durmersheim - 6. TSV Birkenau - 7. TV Weilstetten - 8. SG Stuttgart/Scharnhausen II - 9. TuS Helmlingen - 10 HSG Singen/Gottmadingen (N) - 11 TSV Jöhlingen 1890  12 TSG Ketsch (N)  13 TSV Viernheim 1906  14 TuS Oberhausen |

Landkarte Regionalligen: Die blauen Felder umfassten den Bereich der Regionalliga Süd (SHV)

(A) = Absteiger aus der 2. Bundesliga, (N) = neu in der Liga
  Süddeutscher Meister und Aufsteiger zur 2. Bundesliga 1993/94
- Für die Regionalliga Süd 1993/94 qualifiziert

### Süddeutsche Meisterschaft
TSB Horkheim : TV Schwetzingen 13:12, 20:16

### Frauen
- Der DJK Augsburg-Hochzoll wurde Süddeutscher Meister und hat sich für die 2. Bundesliga 1993/94 der Frauen qualifiziert.